# 155 Scylla
A 155 Scylla a Naprendszer kisbolygóövében található aszteroida. Johann Palisa fedezte fel 1875. november 8-án.